# Luigi Faccini

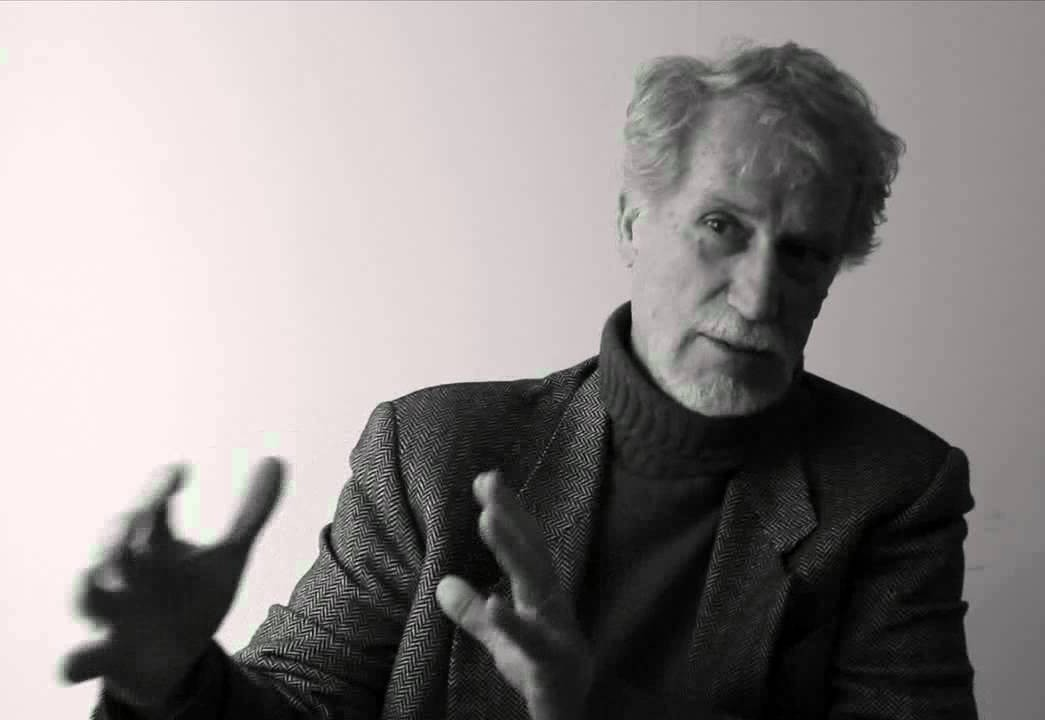
Luigi Faccini (2012)

Luigi Monardo Faccini (* 18. November 1939 in Lerici) ist ein italienischer Dokumentarfilmer, Filmregisseur und Drehbuchautor.

## Leben
Faccini schloss in Wirtschaftswissenschaft ab und begann seine professionelle Tätigkeit als Filmkritiker bei Publikationen wie „Filmcritica“, der von ihm gegründeten „Cinema & Film“ oder für „Nuovi Argumenti“. Ab 1968 war er für die Rai als Regisseur von Beiträgen für etliche Fernsehformate tätig, meist historischer Art. Einen ersten Fernsehfilm drehte Faccini 1971; neben seinen Dokumentarfilmen kehrte er während seiner gesamten Karriere immer wieder zum Spielfilm zurück, wobei er auch oft das Drehbuch verfasste. 
Größten Erfolg hatte er dabei mit dem ursprünglich als dreiteiligem Fernsehfilm ausgestrahlten Il garofano rosso 1975, der in gekürzter Form als Kinobeitrag beim Filmfestival in San Sebastián gezeigt wurde. 1985 gewann Faccini für Inganni den italienischen Filmpreis Nastro d’Argento.
Faccini ist der Lebensgefährte der Produzentin Marina Piperno. Seit 1997 veröffentlicht er regelmäßig Bücher.

## Filmografie (Auswahl)
- 1969: Il libro bianco (Dokumentarfilm, Fernsehen)
- 1975: Il garofano rosso
- 1985: Inganni
- 1990: Casa del marmo (Dokumentarfilm)
- 1998: Giamaica